# Pseudodiamesa nepalensis
Pseudodiamesa nepalensis är en tvåvingeart som beskrevs av Reiss 1968. Pseudodiamesa nepalensis ingår i släktet Pseudodiamesa och familjen fjädermyggor.
Artens utbredningsområde är Nepal. Inga underarter finns listade i Catalogue of Life.